# コラード&コラード
コラード&コラード（Collard & Collard）は、かつて存在したロンドンに拠点とする有名なアップライトピアノおよびグランドピアノ製造業者。社名は2人の兄弟フレデリック・ウィリアム・コラードとウィリアム・フレデリック・コラードに由来する。

## Longman & Broderip
1767年、ロンドン・チープサイド通り26番地に音楽販売および製造業者であるLongman & Broderipが設立された。Longman & Broderipが販売する楽器は、ピアノメーカーのGeib and Guilfordが製造した。現在知られている最も古いLongman & Broderipの楽器は1770年製の5オクターブのスクエア・ピアノであり、ボストンの博物館に展示されている。Longmanの共同経営者は何度か変わり、社名は1771年にはLongman & Lukey、1774年にはLongman, Lukey & Comp. と呼ばれていた。

## クレメンティ
1778年に作曲家でピアノ教師のムツィオ・クレメンティが会社に加わり、会社はLongman & Clementiとなった。

## コラード兄弟
クレメンティの後の共同経営者の一人が木製家具職人のフレデリック・コラードであった。コラードは楽器製作者として、特に響板の専門家として需要があった。クレメンティが販売を担当したのに対して、コラードはピアノ生産に責任を持つようになった。クレメンティは非常に保守的であり、ピアノ製造における革新に反対していた。
ウィリアムとサモシン・コラードの息子フレデリック・ウィリアム・コラードは、1772年6月21日にサマセット州ウィベリスクームで洗礼を受けた。14歳の時にロンドンへ移り、Longman, Lukey & Broderipに雇われた。
弟で共同経営者のウィリアム・フレデリック・コラードは、1776年8月25日にウィベリスクームで洗礼を受けた。ピアノ製造技師および発明家としての才能に加えて、彼は詩や文学にも情熱を持っていた。
1799年、Longman & Co. は経営難に陥り、John Longman、ムツィオ・クレメンティ、Frederick Augustus Hyde、フレデリック・W・コラード、Josiah Banger、およびDavid Davisの新会社が事業を引き継いだ。1800年6月28日、LongmanとHydeが引退し、会社はMuzio Clementi & Co. となった。

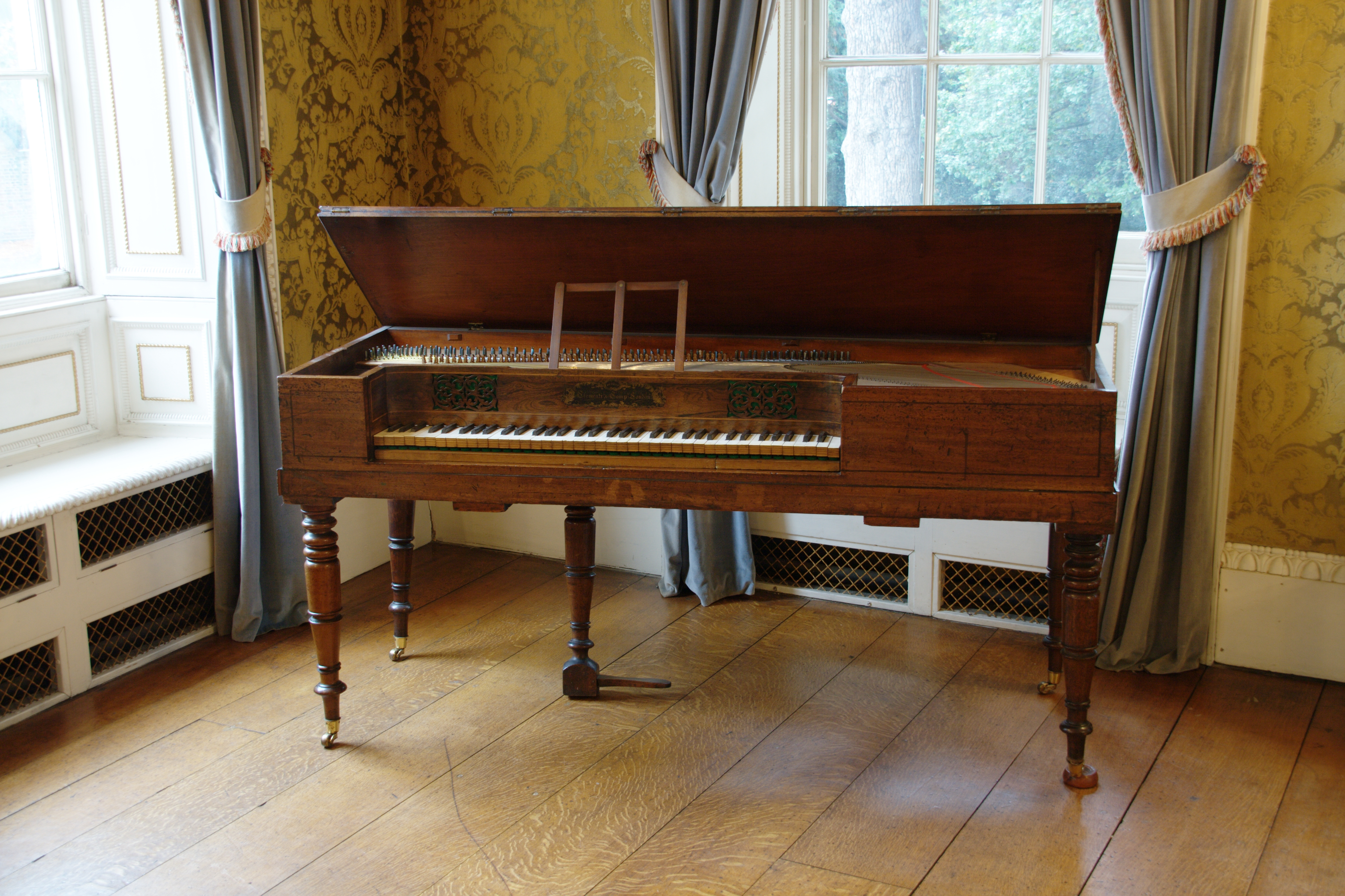
クレメンティ製スクエアピアノ（1829年）

しばらくした後、弟のウィリアム・F・コラードが共同経営者として加わった。1817年6月24日、Bangerが共同経営を下りた。1831年6月24日、F・W・コラード、W・F・コラード、クレメンティの間の共同経営が終了した。コラード兄弟は弟のW・F・コラードが引退する1842年6月24日まで事業を継続し、F・W・コラードが単独の経営者となり、彼の2人の甥フレデリック・ウィリアム・コラードJr. とチャールズ・ルーキー・コラードが共同経営に加わった。
1832年の後、長年クレメンティの名前で販売されていたピアノのブランドが「コラード&コラード」と命名された。多くの特許が取られ、主に演奏機構とフレームシステムの改良が含まれた。会社はすぐに音楽出版を中止し、ピアノ製造に集中した。例外として、彼らは1858年までイギリス東インド会社向けのラッパ、横笛、太鼓の製造も行なった（1858年にインドの統治権がヴィクトリア女王に譲渡され、東インド会社は解散した）。

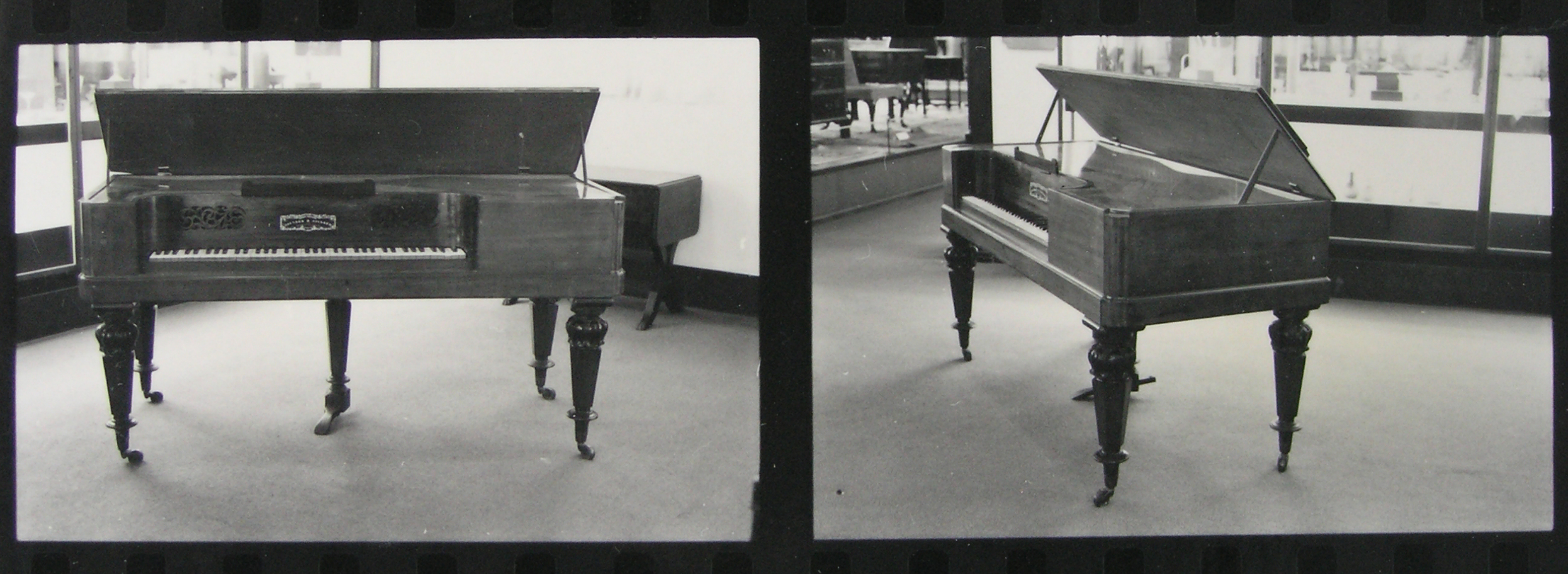
コラード&コラード製スクエアピアノ（1840年代末）

コラードは1851年のロンドン万国博覧会にグランドピアノを出品した。
会社は2度の大火にあった。1807年3月20日、トテナム・コート・ロードにあった工場が全焼した。1851年12月10日、カムデン・タウン、オーバル・ロードに新たに建設された工場が全壊した。
弟のウィリアム・フレデリック・コラードは1842年にピアノ製造業から引退し、1866年10月11日にフォークストーンで死去した。
兄のフレデリック・ウィリアム・コラードは1860年1月31日にチープサイド通り26の自宅で88歳で死去した。彼は1786年にロンドンに着いてからずっと同じ住所に居住した。

## その後の歴史

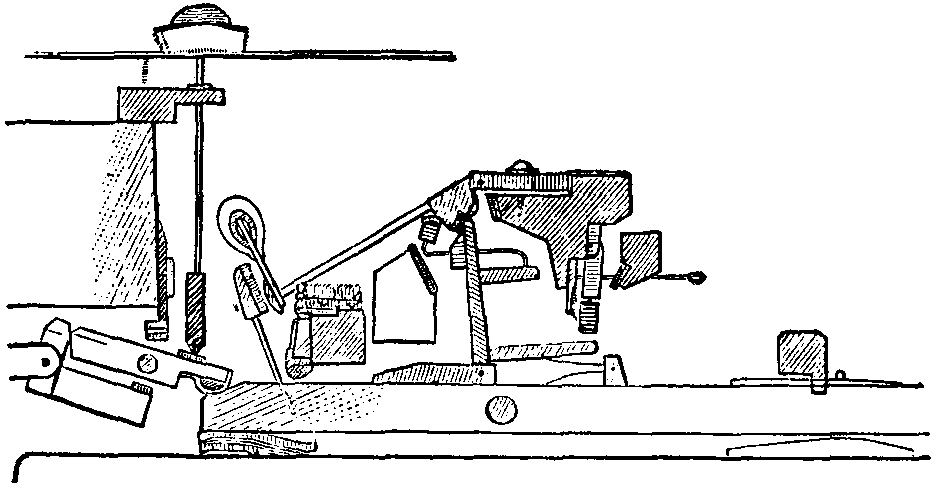
コラードのグランドピアノアクション（イングランド式アクション）、1884年。"Pianoforte", ブリタニカ百科事典第11版。

より多くのドイツのピアノメーカーがイギリスの市場で成功し始めたため、コラード&コラードは1900年からイングランドにおけるピアノ製造の落ち込みに巻き込まれた。
1929年、コラード社はチャペル& Co.に買収された。1963年の火災でコラードとクレメンティの全ての記録が失われた。1980年、チャペルのピアノ製造および小売事業はケンブル&カンパニー（Kemble & Company）に売却された。